# Front d'Esquerres (Rússia)
El Front d'Esquerres (en rus: Левый Фронт, transliterat Levyy Front) és un front unit d'organitzacions polítiques a Rússia i d'altres països de l'antiga Unió Soviètica.

## Història
El primer congrés constituent del Front va tenir lloc el 18 d'octubre de 2008 a Moscou, amb l'objectiu d'assegurar la unitat d'acció de tots els que defensen el socialisme, la democràcia i l'internacionalisme, i coordinar l'acció de les forces d'oposició d'esquerra.
La principal directriu de treball després del congrés va ser fer ús de moviments socials, sindicats, i col·lectius laborals. L'objectiu secundari dels activistes del Front va ser denominat "propaganda d'acció", pel qual les idees i demandes dels activistes d'esquerres ha d'acostar-se a la societat en forma d'acció directa, amb l'objectiu de superar les dificultats d'accés als mitjans de comunicació. A més, el Front ha organitzat campaments d'estiu juvenils, escoles de militància, conferències, grups d'estudi, cineclubs, concerts i altres activitats. Així, al llarg de més d'any i mig, el Front va organitzar més 40 conferències regionals.
Posteriorment el Front va organitzar o participar en nombroses protestes, un dels seus esdeveniments de promoció més famós és el denominat "Dia de la Ira", organitzat a Moscou i altres regions del país. A més, el Front i els seus aliats duen a terme accions sota el nom "d'Anticapitalisme", quelcom prohibit segons la llei russa, amb l'objectiu de mostrar la presència de les forces amb aquesta orientació.
Una nova etapa en la història del Front va començar durant el Moviment de Protesta de 2011-2013, en el qual l'organització i el seu líder Sergei Udaltsov van tenir un dels papers clau. Membres del Front van participar activament en les accions de protesta, Anastasia Udaltsova es va convertir en una de les sol·licitants de la manifestació a la plaça Bolotnaya el 10 de desembre de 2011 i Sergei Udaltsov va actuar com a principal organitzador de la Marxa dels Milions del 6 de maig de 2012, que va reunir, segons algunes estimacions, fins a 200.000 persones i va acabar en enfrontaments amb la policia.
Durant les eleccions presidencials de 2012, el Front es va unir a la coalició amb el Partit Comunista de la Federació Russa, donant suport a la candidatura de Zyuganov a les eleccions. Durant aquest període, les activitats del front van ser àmpliament cobertes als principals mitjans de comunicació a Rússia i a l'estranger, i Sergei Udaltsov va parlar repetidament als canals federals.

### Repressió i decadència
Fruit d'aquestes mobilitzacions i disturbis, nombrosos membres i líders de l'organització van ser processats i empresonats, com Vladimir Akimenkov, Dmitry Rukavishnikov, Leonid Razvozzhaev o Sergei Udaltsov. Durant els següents anys la formació patiria una forta davallada, amb divisions internes i la marxa de nombrosos lideratges estatals o regionals.
L'agost de 2017 va ser alliberat un dels representants clau, Serguei Udaltsov, que va anunciar la seva intenció d'intensificar les activitats de l'organització i "treballar per unir les forces d'esquerra". A les eleccions presidencials de 2018 van donar suport, juntament amb el Partit Comunista, al candidat Pavel Grudinin, que va quedar segon després de Vladimir Putin.
Al 2022, davant l'operació militar russa i el reconeixement de les Repúbliques Populars de Donetsk i Lugansk, el Front va emetre un comunicat en que donava suport al mateix i va qualificar la guerra com a conseqüència inevitable del capitalisme.

### Divisió
Al mateix any, la organització va aconseguir representació a la Duma Estatal a través del PCFR, la diputada Anastasia Udaltsova. Més recentment, al 2024 hi hauria una important ruptura interna dins del Front mentre Serguei Udaltsov era de nou empresonat.